# 1979년 일본 시리즈
1979년 일본 시리즈(일본어: 1979年の日本シリーズ)는 1979년 10월 27일부터 11월 4일까지 열린 일본 프로 야구의 일본 시리즈 경기이다. 센트럴 리그 우승 팀인 히로시마 도요 카프가 총 7차례의 접전을 펼친 끝에 퍼시픽 리그 우승 팀 긴테쓰 버펄로스를 누르고 4승 3패의 성적을 기록, 창단 이후 첫 우승을 차지했다.
한편, 그 해 일본 시리즈의 긴테쓰 주최 홈경기는 홈구장인 닛폰 생명 구장의 수용 인원 수가 개최 기준의 3만 명에 못 미친 데다가 또다른 홈구장이었던 후지이데라 구장도 야간조명 시설이 없었던 이유 탓인지 당시 난카이 호크스의 홈구장이었던 오사카 구장에서 플레이오프와 함께 개최됐다. 오사카 구장에서의 일본 시리즈는 1973년 이래 6년 만이다.

## 감독
| 소속 리그   | 소속               | 감독            |
| ----------- | ------------------ | --------------- |
| 센트럴 리그 | 히로시마 도요 카프 | 고바 다케시     |
| 퍼시픽 리그 | 긴테쓰 버펄로스    | 니시모토 유키오 |

## 경기 일정
- 1차전 : 10월 27일
- 2차전 : 10월 28일
- 3차전 : 10월 30일
- 4차전 : 10월 31일
- 5차전 : 11월 1일
- 6차전 : 11월 3일
- 7차전 : 11월 4일

## 경기 기록
| 일시                              | 경기   | 원정팀(선공)       | 스코어 | 홈팀(후공)         | 개최 구장          | 개시 시각 | 경기 시간  | 관중수   |
| --------------------------------- | ------ | ------------------ | ------ | ------------------ | ------------------ | --------- | ---------- | -------- |
| 10월 27일(토)                     | 1차전  | 히로시마 도요 카프 | 2 - 5  | 긴테쓰 버펄로스    | 오사카 구장        | 13시 00분 | 3시간 7분  | 25,121명 |
| 10월 28일(일)                     | 2차전  | 히로시마 도요 카프 | 0－4   | 긴테쓰 버펄로스    | 오사카 구장        | 13시 00분 | 3시간 1분  | 27,848명 |
| 10월 29일(월)                     | 이동일 | 이동일             | 이동일 | 이동일             | 이동일             | 이동일    | 이동일     | 이동일   |
| 10월 30일(화)                     | 3차전  | 긴테쓰 버펄로스    | 2 - 3  | 히로시마 도요 카프 | 히로시마 시민 구장 | 13시 00분 | 3시간 8분  | 29,032명 |
| 10월 31일(수)                     | 4차전  | 긴테쓰 버펄로스    | 3 - 5  | 히로시마 도요 카프 | 히로시마 시민 구장 | 13시 00분 | 2시간 46분 | 29,057명 |
| 11월 1일(목)                      | 5차전  | 긴테쓰 버펄로스    | 0 - 1  | 히로시마 도요 카프 | 히로시마 시민 구장 | 13시 00분 | 2시간 52분 | 29,090명 |
| 11월 2일(금)                      | 이동일 | 이동일             | 이동일 | 이동일             | 이동일             | 이동일    | 이동일     | 이동일   |
| 11월 3일(토)                      | 6차전  | 히로시마 도요 카프 | 2 - 6  | 긴테쓰 버펄로스    | 오사카 구장        | 13시 00분 | 2시간 48분 | 27,813명 |
| 11월 4일(일)                      | 7차전  | 히로시마 도요 카프 | 4 - 3  | 긴테쓰 버펄로스    | 오사카 구장        | 13시 00분 | 3시간 29분 | 24,376명 |
| 우승: 히로시마 도요 카프(첫 우승) |        |                    |        |                    |                    |           |            |          |

## 일본 시리즈 경기 결과

### 1차전
- 10월 27일 - 오사카 구장

| 팀                                                            | 1 | 2 | 3 | 4 | 5 | 6 | 7 | 8 | 9 | R | H | E |
| 히로시마                                                      | 0 | 1 | 0 | 0 | 0 | 0 | 0 | 0 | 1 | 2 | 4 | 1 |
| 긴테쓰                                                        | 2 | 0 | 0 | 1 | 0 | 2 | 0 | 0 | X | 5 | 7 | 0 |
| 승리 투수: 이모토 다카시(1-0) 패전 투수: 기타벳푸 마나부(0-1) |   |   |   |   |   |   |   |   |   |   |   |   |

### 2차전
- 10월 28일 - 오사카 구장

| 팀                                                                                              | 1 | 2 | 3 | 4 | 5 | 6 | 7 | 8 | 9 | R | H | E |
| 히로시마                                                                                        | 0 | 0 | 0 | 0 | 0 | 0 | 0 | 0 | 0 | 0 | 6 | 2 |
| 긴테쓰                                                                                          | 0 | 0 | 0 | 0 | 0 | 0 | 4 | 0 | X | 4 | 4 | 0 |
| 승리 투수: 스즈키 게이시(1-0) 패전 투수: 야마네 가즈오(0-1) 홈런: 긴테쓰 – 아리타 슈조(7회 2점) |   |   |   |   |   |   |   |   |   |   |   |   |

### 3차전
- 10월 30일 - 히로시마 시민 구장

| 팀 | 1 | 2 | 3 | 4 | 5 | 6 | 7 | 8 | 9 | R | H | E |
| 긴테쓰 | 2 | 0 | 0 | 0 | 0 | 0 | 0 | 0 | 0 | 2 | 6 | 0 |
| 히로시마 | 0 | 1 | 0 | 0 | 0 | 0 | 2 | 0 | X | 3 | 7 | 0 |
| 승리 투수: 이케가야 고지로(1-0) 패전 투수: 야나기다 유타카(0-1) 세이브: 에나쓰 유타카(1S) 홈런: 히로시마 – 미즈타니 지쓰오(2회 1점) |   |   |   |   |   |   |   |   |   |   |   |   |

### 4차전
- 10월 31일 - 히로시마 시민 구장

| 팀 | 1 | 2 | 3 | 4 | 5 | 6 | 7 | 8 | 9 | R | H | E |
| 긴테쓰 | 0 | 0 | 2 | 0 | 0 | 0 | 0 | 0 | 1 | 3 | 6 | 2 |
| 히로시마 | 0 | 0 | 0 | 3 | 0 | 0 | 2 | 0 | X | 5 | 7 | 0 |
| 승리 투수: 후쿠시 히로아키(1-0) 패전 투수: 이모토 다카시(1-1) 홈런: 긴테쓰 – 찰리 매뉴엘(3회 2점), 아리타 슈조(9회 1점) 히로시마 – 미즈타니 지쓰오(4회 2점), 다카하시 요시히코(7회 2점) |   |   |   |   |   |   |   |   |   |   |   |   |

### 5차전
- 11월 1일 - 히로시마 시민 구장

| 팀                                                          | 1 | 2 | 3 | 4 | 5 | 6 | 7 | 8 | 9 | R | H | E |
| 긴테쓰                                                      | 0 | 0 | 0 | 0 | 0 | 0 | 0 | 0 | 0 | 0 | 2 | 0 |
| 히로시마                                                    | 0 | 0 | 0 | 0 | 0 | 1 | 0 | 0 | X | 1 | 7 | 0 |
| 승리 투수: 야마네 가즈오(1-1) 패전 투수: 스즈키 게이시(1-1) |   |   |   |   |   |   |   |   |   |   |   |   |

### 6차전
- 11월 3일 - 오사카 구장

| 팀 | 1 | 2 | 3 | 4 | 5 | 6 | 7 | 8 | 9 | R | H | E |
| 히로시마 | 1 | 0 | 0 | 0 | 0 | 0 | 0 | 0 | 1 | 2 | 6 | 0 |
| 긴테쓰 | 0 | 1 | 3 | 1 | 0 | 1 | 0 | 0 | X | 6 | 9 | 0 |
| 승리 투수: 이모토 다카시(2-1) 패전 투수: 이케가야 고지로(1-1) 홈런: 히로시마 – 미무라 도시유키(1회 1점), 야마모토 고지(9회 1점) 긴테쓰 – 나시다 마사타카(3회 2점) |   |   |   |   |   |   |   |   |   |   |   |   |

### 7차전
- 11월 4일 - 오사카 구장

| 팀 | 1 | 2 | 3 | 4 | 5 | 6 | 7 | 8 | 9 | R | H  | E |
| 히로시마 | 1 | 0 | 1 | 0 | 0 | 2 | 0 | 0 | 0 | 4 | 10 | 1 |
| 긴테쓰 | 0 | 0 | 0 | 0 | 2 | 1 | 0 | 0 | 0 | 3 | 9  | 1 |
| 승리 투수: 야마네 가즈오(2-1) 패전 투수: 야나기다 유타카(0-2) 세이브: 에나쓰 유타카(2S) 홈런: 히로시마 – 미즈누마 시로(6회 2점) 긴테쓰 – 히라노 미쓰야스(5회 2점) |   |   |   |   |   |   |   |   |   |   |    |   |

## 수상 선수
- MVP·타격상 : 다카하시 요시히코(히로시마)
- 감투상 : 이모토 다카시(긴테쓰)
- 최우수 투수상 : 야마네 가즈오(히로시마)
- 기능상 : 미무라 도시유키(히로시마)
- 우수 선수상 : 미즈타니 지쓰오(히로시마)

## 같이 보기
- 1979년 퍼시픽 리그 플레이오프
- 에나쓰의 21구